# Wilsons paradijsvogel
De Wilsons paradijsvogel (Diphyllodes respublica) is een kleine zangvogel uit de familie Paradisaeidae (paradijsvogels) en de superfamilie Corvoidea. De wetenschappelijke naam van deze soort is omstreden. Karel Lucien Bonaparte, een neef van Napoleon (en overtuigd republikein) beschreef de soort in 1850 (in Leiden) aan de hand van een zwaar beschadigd museumexemplaar en was daarmee iets eerder dan de Britse ornitholoog John Cassin die hem graag naar zijn land- en vakgenoot Edward Wilson had willen noemen.

## Kenmerken

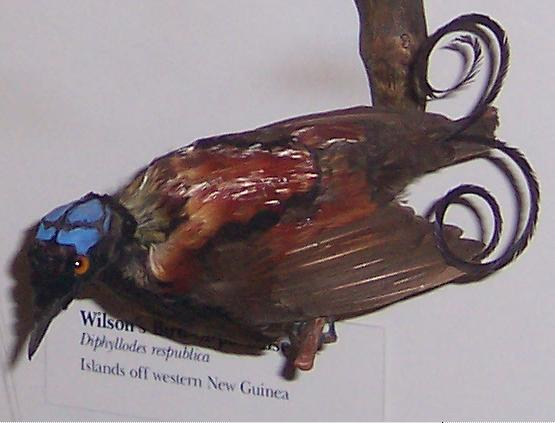
Wilsons paradijsvogel, museumexemplaar

De Wilsons paradijsvogel is maar klein, 17 tot 21 cm lang. Het mannetje is een rode met zwarte vogel met een gele 'sjaal' om zijn nek, lichtgroene snavel en diepblauwe poten en twee sierlijk gebogen violette staartveren. De huid van de kop is naakt met een patroon van blauw met zwarte lijnen in de vorm van een kruis. Het vrouwtje is een bruine vogel met ook die blauwkleurige naakte huid op de kop. Het blauw van de kop is zo levendig van kleur dat het 's avonds in het donker zichtbaar is.

## Verspreiding en leefgebied
De Wilsons paradijsvogel is endemisch en komt voor op de eilanden Waigeo en Batanta voor de kust van noordelijk West-Papoea in hellingbossen.
De Wilsons paradijsvogel zou algemeen voorkomen in hellingbossen boven de 300 m en zou ook vaak op lagere hoogten worden gehoord. Omdat op het eiland Waigeo de infrastructuur gebrekkig is en het landschap lastig toegankelijk, zou deze paradijsvogel geen direct gevaar lopen.

## Status
In de jaren 1980 is het Pulau Waigeo natuurreservaat opgericht dat 1.530 km² groot is, maar er zijn berichten dat het aanzienlijk is verkleind in oppervlakte. Verder vindt er selectieve houtkap plaats in het noorden van Waigeo en de zuidoosthoek van het eiland werd in 1982 verwoest door brand. Er wordt ook gevreesd voor de aanleg van een kobaltmijn. Aantasting van het leefgebied in de toekomst is niet onwaarschijnlijk, daarom staat de Wilsons paradijsvogel als Gevoelig op de Rode Lijst van de IUCN. Handel (levend, dood of in onderdelen) in deze vogelsoort (en alle andere paradijsvogels) is volgens de overeenkomst inzake de internationale handel in bedreigde soorten wilde dieren en planten (het CITES-verdrag) verboden.

## Trivia
De eerste filmbeelden van de Wilsons paradijsvogel werden in 1996 vertoond in de BBC-documentaire Attenborough in Paradise. De vogel werd toen een beetje geplaagd door bladeren op de bosgrond te leggen waarop zijn baltsplaats was, waarop de vogel tevoorschijn kwam om de bladeren te verwijderen.